# 테르잔 5
테르잔 5는 우리 은하에 있는 구상 성단 중 하나이다. 궁수자리에 위치하고 있다.

## 특징
테르잔 5는 우리 은하의 팽대부(중심별 집중)에 속하는 심하게 가려진 구상성단이다. 지구로부터 18800광년 떨어진 곳에 위치하고 있으며 그것은 1968년에 프랑스의 천문학자 아고프 테르잔에 의해 발견된 여섯 개의 구면 중 하나였고 처음에는 테르잔 11로 명명되었다. 이 성단은 2-미크론 스카이 서베이에 의해 IRC-20385로 분류되었다. 그것은 우리 은하의 중심 방향으로 궁수자리에 위치해 있다. 테르잔 5호는 아마도 은하 중심을 도는 알려지지 않은 복잡한 궤도를 따라가고 있을 것이지만 현재 그것은 약 90 km/s의 속도로 태양을 향해 움직이고 있다. 테르잔 5의 절대 등급은 적어도V M=-7.5이다. 광도는 태양의 약 800,000배이며 질량은 태양 질량의 약 2백만배이다. 테르잔 5의 작은 중심핵(약 0.5pc)은 은하에서 가장 높은 별 밀도를 가지고 있다. 부피 질량 밀도는 10/pc3를 초과하는 10/pc6인 반면 부피 광도 밀도는 10/pc3을 초과한다. 5.5.M☉ 그리고 L☉ 각각 태양의 질량과 광도이다. 이 성단은 또한 우리 은하의 구상 성단 중에서 가장 높은 금속성을 가진 성단 중 하나인 [Fe/H]=-0.21를 가지고 있다. 2009년에 테르잔 5는 최소 2세대의 12~45억 년 된 별들로 구성되어 있으며 금속성이 약간 다르다는 것이 밝혀졌는데 이는 테르잔 5가 진정한 구상성단이 아닌 교란된 왜소은하의 핵심임을 시사하는 것일 가능성이 있다. 우리 은하에는 나이가 다른 별들을 포함하는 몇 개의 다른 구상 성단만이 있다. 그들 중에는 M54와 센타우루스자리 오메가가 있다. 성단에는 적어도 하나의 RR 라이라 변광성을 포함하여 약 1300개의 중심핵 헬륨 연소 수평가지(HB) 별이 포함되어 있다. 테르잔 5는 최소 34 밀리초의 전파 펄사를 포함하고 있는 것으로 알려져 있다. 그들의 실제 숫자는 200만큼 높을 수 있다. 1990년에 발견된 최초의 그러한 물체인 PSR B1744-24A의 주기는 11.56ms이다. 테르잔 5 내 펄사 개체군에는 PSR J1748-2446ad가 포함되어 있으며 가장 빠르게 알려진 밀리초 펄사는 716 Hz(회전 주기는 1.40 ms)로 회전하고 있다. 테르잔 5는 또한 1980년에 발견된 Terzan 5 또는 XB 1745-25로 알려진 X선 버스터를 포함하고 있다. 또한 약 50개의 약한 X선 소스를 포함하고 있으며 그 중 상당수는 저질량 X선 바이너리(LMXB) 또는 대변동 변수일 가능성이 있다. 많은 수의 X선 소스와 밀리초 펄사는 성단 중심부의 높은 밀도로 인해 별 충돌의 비율이 높고 중성자별과 쌍성계를 포함한 근접 쌍성이 형성된 직접적인 결과일 수 있다. 이산 X선 소스 외에도 Terzan 5는 확산 비열 X선 방출과 높은(몇 GeV) 에너지 감마선을 생성한다. 고에너지 감마선은 아마도 풍부한 밀리초 펄서의 자기권에서 발생하는 반면 초고에너지 감마선은 우주 마이크로파 배경 방사선에서 펄서에 의해 방출되는 상대론적 전자에 의한 역 콤프턴 산란에서 발생할 것이다.

## 같이 보기
- 펄사
- 구상성단
- 우리 은하